# Ross (Kalifornia)
Ross – miasto w Stanach Zjednoczonych, w stanie Kalifornia, w hrabstwie Marin. Według spisu ludności przeprowadzonego przez United States Census Bureau w roku 2010, w Ross mieszka 2415 mieszkańców.